# The Flower Kings
The Flower Kings ist eine schwedische Progressive-Rock-Band.

## Bandgeschichte
Im Jahr 1994 veröffentlichte der Gitarrist Roine Stolt ein Soloalbum mit dem Titel The Flower King. Stolt, der bereits in den 1970er Jahren in der Band Kaipa aktiv war, knüpfte mit The Flower King an den klassischen Progressive Rock an. Für die Aufnahme des Albums versammelte Stolt eine kleine Schar von Musikern um sich.
Da The Flower King gute Kritiken bekam, beschlossen Stolt und seine Mitmusiker, eine Band zu gründen. Diese wurde in Anlehnung an Stolts Solowerk The Flower Kings genannt. In den Folgejahren entwickelten sich die Flower Kings zu einer der international beliebtesten Bands des Genres.
Nach fünfjähriger Schaffenspause – der musikalische Kopf der Band, Roine Stolt, arbeitete in der Zwischenzeit an den Projekten Transatlantic und Agents of Mercy mit – erschienen 2012 und 2013 zwei weitere Alben der Band.

## Stil
Die Flower Kings knüpfen als Retro-Prog-Band an den klassischen Progressive Rock der 1970er Jahre an. Ihre spezielle Ausrichtung ist Symphonic Rock mit Jazzeinflüssen. Charakteristisch für den Sound der Band sind hohe Bassläufe, progtypische Keyboard-Sounds wie Mellotron und Hammond-Orgel sowie die häufige Verwendung meditativer Passagen in den Kompositionen.
Das Stück Stardust We Are vom gleichnamigen Album wird von vielen Fans als ein Höhepunkt des Schaffens der Flower Kings gesehen und gilt auch als Live-Klassiker der Band. Eine hervorgehobene Rolle im Repertoire der Band nimmt auch die Suite Garden of Dreams von dem Album Flower Power ein, die mit ihrer Spielzeit von einer Stunde das durchschnittliche Longtrack-Format klar übersteigt. In Fankreisen sehr positiv aufgenommen wurde auch das mit deutlichen Yes-Anleihen und Jazz-Einflüssen versehene Doppelalbum Unfold the Future.

## Bandmitglieder
Roine Stolt gilt als Kopf der Band und zeichnet für den größten Teil der Texte und Kompositionen verantwortlich. Der Keyboarder Tomas Bodin ist als Gründungsmitglied und Co-Komponist die zweite Konstante im Lineup. Dauergast ist der Perkussionist Hasse Bruniusson, der sich mit schrillem Bühnenauftreten und ungewöhnlichen Percussion-Sounds signifikant von King-Crimson-Exzentriker Jamie Muir beeinflusst zeigt. In der Vergangenheit betätigte sich auch Daniel Gildenlöw, Frontmann der schwedischen Progressive-Metal-Combo Pain of Salvation, als Sänger und Gitarrist bei den Flower Kings. Auf der Position des Schlagzeugers gab es in der Vergangenheit häufig Umbesetzungen.

## Sonstiges
The Flower Kings gelten als taping-freundliche Band, die das Aufzeichnen ihrer Konzerte sowie den nichtkommerziellen Handel mit diesen Aufzeichnungen unter dezidierten Voraussetzungen gestattet und innerhalb einer speziell für diesen Zweck eingerichteten E-Mail-Gruppe fördert.

## Diskografie

### Studioalben
- Back in the World of Adventures (1995)
- Retropolis (1996)
- Stardust We Are (Doppelalbum; 1997)
- Flower Power (Doppelalbum; 1999)
- Space Revolver (2000)
- The Rainmaker (2001)
- Unfold the Future (Doppelalbum; 2002)
- Adam & Eve (2004)
- Paradox Hotel (Doppelalbum; 2006)
- The Sum of No Evil (2007)
- Banks of Eden (2012)
- Desolation Rose (2013)
- Waiting for Miracles (Doppelalbum; 2019)
- Islands (Doppelalbum; 2020)
- By Royal Decree (Doppelalbum; 2022)
- Look at You Now (InsideOut Music; 2023)
- Love (InsideOut Music; 2025)

### Livealben
- Alive on Planet Earth (Live-Doppelalbum; 2000)
- Live in New York - Official Bootleg (Live-Album; 2002)
- Meet the Flower Kings (Live-Doppelalbum und Live-DVD; 2003)
- BetchaWannaDanceStoopid (Live-Album mit Improvisationen; 2004)
- Instant Delivery (Live-Doppelalbum und Live-DVD; 2006)
- Tour Kaputt (Live-Doppelalbum; 2011)

### Kompilationen
- Scanning The Greenhouse (1998)
- The Road Back Home (Zusammenstellung aus diversen kürzeren Stücken der Band, Doppelalbum; 2007)
- A Kingdom of Colours - The Complete Collection from 1995 to 2002 (Box, 10 CDs; 2017)
- A Kingdom of Colours II - The Complete Collection from 2004 to 2013 (Box, 9 CDs; 2018)